# Pierre Quinon
Pierre Quinon (* 20. Februar 1962 in Lyon; † 17. August 2011 in Hyères) war ein französischer Leichtathlet. Er wurde 1984 Olympiasieger im Stabhochsprung.

## Karriere
Am 28. August 1983 sprang er beim ASV-Sportfest in Köln mit 5,82 m Weltrekord. Dieser Rekord hielt nur bis zum 1. September 1983, als sein Landsmann Thierry Vigneron einen Zentimeter höher sprang.
Bei den Olympischen Spielen 1984 in Los Angeles gewann Quinon die Goldmedaille mit einer Sprunghöhe von 5,75 m.
Quinon beging am 17. August 2011 im Alter von 49 Jahren Suizid.